# Shah Waliullah
Shāh Walī Allāh (Qutb-ud-Dīn Ahmad ibn 'Abdul Rahīm, قطب الدین احمد ابن عبدالرحیم‎, 21. veljače 1703.) bio je indijski učenjak islama i reformator koji je počeo tumačiti Kuran u svjetlu promjena svijeta.
Njegov je otac bio Shah 'Abd al-Rahim. Shah je proučavao Kuran te arapsku i perzijsku gramatiku i literaturu te je postao učitelj u medresi.
Godine 1724. je otišao na hodočašće u Meku te je u Arabiji ostao osam godina, te se 1732. vratio u Delhi, gdje je proveo ostatak života.  Poznat je po tome što je tumačio Kuran na nov način. Preveo je Kuran s arapskog na perzijski, kako bi što više muslimana moglo razumjeti Alahove poruke. 
Njegov je najstariji sin bio učenjak Shah Abdul Aziz.
Na Shahova razmišljanja najviše su utjecali Al-Ghazali, Ibn Taymiyyah i Ismail ibn Kathir.

## Najpoznatija djela
- Fath al-Rahman al Tarjamat al-Qur'an
- Al-Musawwa min Ahadlth al-Muwatta'
- Al-lnsaffl Bayan Sabab al-lkhtilaf
- Hujjat Allah al-Balighah
- Al-Tafhimat al-Ilahiyyah